# デービッド・フロスト
サー・デービッド・パラダイン・フロスト（英語：Sir David Paradine Frost, OBE、1939年4月7日 - 2013年8月31日）は、イギリスのテレビ番組司会者。1977年にリチャード・ニクソン元米大統領をインタビューし、ウォーターゲート事件について謝罪の言葉を引き出して有名になった。

## 経歴
イングランドのケント州に生まれた。父はメソジスト教会の牧師であった。グラマースクールで勉強し、ケンブリッジ大学（専攻は英語）に進学した。大学のコメディーサークル「ケンブリッジ・フットライツ」に参加し、ジョン・クリーズ、グレアム・チャップマンらと知り合う。
卒業後、1960年代の時事風刺番組「ザット・ワズ・ザ・ウイーク・ザット・ワズ」の司会者となった。約50年にわたるキャリアの中で、数々の世界的著名人をインタビューし、その中には歴代英首相と歴代米大統領が含まれていた。
2013年8月31日、フロストは豪華客船クイーン・エリザベス号の船上で、心臓病により死去した。没年齢は74歳。